# Radek Šlouf
Radek Šlouf (* 30. října 1994 Plzeň) je český rychlostní kanoista, závodící na kajaku. Působí v klubu Dukla Praha. Je držitelem bronzové medaile z domácího Mistrovství světa v Račicích z roku 2017 v kategorii K4 500 m. Spolu s Josefem Dostálem se v kategorii K2 1000 m nominoval na Letní olympijské hry 2020 v Tokiu, kde získali bronzové medaile. V květnu roku 2021 spolu ve stejné kategorii skončili druzí na Světovém poháru v Szegedu. Na mistrovství světa v roce 2021 získal se čtyřkajakem bronz na trati 500 m.